# Oxygastra curtisii
Ngọc lục bảo đốm cam (Oxygastra curtisii) là một loài chuồn chuồn trong họ Corduliidae. Nó là loài duy nhất trong chi này.
Nó có chiều dài khoảng 53 milimét (2,1 in). Có mắt xanh lá cây và thân xanh đồng với các đốm vàng dọc theo đỉnh bụng.
Loài này xuất hiện ở phần lớn châu Âu nhưng biến mất ở Hà Lan và Vương quốc Anh. Nó sinh sống ở các hồ và suối chảy chậm.

## Hình ảnh

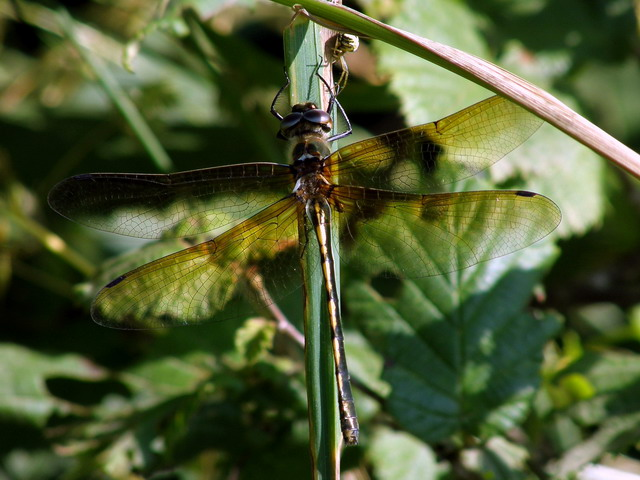